# Mir (sistema de pagos)
Mir (en ruso: Мир: , pronunciación en ruso: [ˈmʲir]; lit. el mundo; paz) es un sistema de pago nacional establecido por el Banco Central de Rusia por ley adoptada el 1 de mayo del 2017. Es actualmente aceptado mayoritariamente por compañías rusas, como Aeroflot o Ferrocarriles de Rusia, aunque gradualmente está obteniendo aceptación entre compañías extranjeras con operaciones en Rusia. El sistema está operado por el Sistema Nacional Ruso de Pagos con Tarjetas, una filial  del Banco Central de Rusia.
El sistema fue ideado en 2016 como manera de superar potenciales bloqueos de pagos electrónicos, después que a varios bancos rusos se le negaron servicios las empresas estadounidenses Visa y MasterCard debido al régimen de sanciones en contra ellos. Las primeras tarjetas que utilizaron el sistema Mir fueron lanzadas en diciembre de 2015. Sberbank, el principal banco de Rusia, empezó emitirlas en octubre del 2016. Para finales del 2016, 1.76 millones de tarjetas Mir habían sido emitidas por 64 bancos, aumentando a 37 millones por junio del 2018.
Mir es principalmente promovido por el gobierno ruso, con legislación que exige que todos los pagos de asistencia social y pensiones tendrían que ser procesados a través del sistema a partir de enero de 2018 entrando en vigor el 1 de mayo del 2017. Los bancos se mostraron reticentes a emitirlas, cuando  temieron que su coste podría ser más alto comparado a las tarjetas que pertenecen a sistemas de pagos mejor establecidos.
El sistema también fue introducido en Osetia del Sur y fue utilizado entre 2019 y 2022 en Turquía, mientras Venezuela planea introducir Mir en los próximos meses.

## Tarjeta Mir en otros países
desde el 20 de septiembre de 2022, MIR se utiliza en 8 países:
1. Armenia (2018)
2. Bielorrusia
3. Kazajistán
4. Kirguistán
5. Tayikistán
6. Turquía (2019-2022)
7. Uzbekistán (2019)
8. Venezuela
9. Vietnam
10. Cuba(Diciembre2023
11. Nicaragua(Noviembre de 2024
12. Abjasia
13. Osetia del Sur
14. Iran

### Tailandia
El Sistema Nacional de Tarjetas de Pago de Rusia en conversaciones sobre el uso de las tarjetas de pago Mir con bancos en Tailandia. "El Sistema de Tarjeta de Pago Nacional, el operador del sistema de pago Mir, esta en charlas con un número de los bancos más grandes en Tailandia, incluyendo Kasikornbank, Banco de Bangkok, Banco Comercial de Siam, sobre la posibilidad de utilizar sus ATMs para retirar dinero efectivo y realizar pagos  utilizando tarjetas Mir; así como servicio en el comercio y las empresas operadas por estos bancos."

### Venezuela
El presidente del Banco Central de Venezuela anunció que antes de que termine el año, espera que en su país ya esté en funcionamiento este sistema de pago  el BCV aboga por la pronta inclusión del país en el sistema de pago ruso MIR, varios empresarios han anunciado que están listos para sacarle provecho a ese instrumento, que además le hace frente al monopolio de los métodos de pago occidental. A finales de 2023 aun el sistema venezolano usaba el dólar como moneda de control económico aunque en noviembre se reforzó las relaciones entre los bancos centrales de ambos países, por que hasta el momento no es más que expresión de una «retórica política», porque este sistema no puede servir para reincorporar al país al sistema financiero internacional. Venezuela tiene el BCV sancionado desde abril de 2019.

### Vietnam
La Corporación Nacional de Pagos de Vietnam (NAPAS) y el Sistema Nacional de Tarjetas de Pago de Rusia (NSPK) han estado de acuerdo en aceptar pagos que utilizan la tarjeta Rusa  Mir en Vietnam. El Banco para Inversión y Desarrollo de Vietnam (BIDV) y el Banco de riesgo compartido Vietnam-Rusia (VRB) serán los primeros bancos del sistema NAPAS en proporcionar los servicios que permitan a los titulares de tarjetas con chip Mir para pagar a través de la red de terminales de puntos de venta del BIDV y retirar dinero efectivo a través red  ATM de VRB  en Vietnam.

### Cuba
En Cuba el Banco  Central de Cuba Anunció el 5 de diciembre de 2023 , que se podrá utilizar la Tarjeta MIR en todas las tiendas , en FinCimex ,Red S.A y en toda la red de Cajeros Automáticos de la isla .
Nicaragua
En noviembre de 2024, Rusia instaló el primer cajero automático para tarjetas MIR en Managua. El cajero está ubicado en la oficina de la Cooperativa de Ahorro y Crédito "CREDICOOP" y está disponible las 24 horas del día. 
Iran
Rusia e Irán, el sistema de pagos ruso Mir se ha conectado oficialmente con la red bancaria iraní Shetab. A partir de ahora, los ciudadanos iraníes podrán utilizar sus tarjetas Shetab en cajeros automáticos rusos y retirar fondos en rublos.